# Chazé-sur-Argos
Chazé-sur-Argos – miejscowość i gmina we Francji, w regionie Kraj Loary, w departamencie Maine i Loara.
Według danych na rok 2010 gminę zamieszkiwały 1023 osoby, a gęstość zaludnienia wynosiła 33 osób/km².